# 海克里克鎮區 (北達科他州伯利縣)
海克里克鎮區（英語：Hay Creek Township）是位於美國北達科他州伯利縣的一個鎮區。

## 地方資料
海克里克鎮區的面積為72.90平方千米，當中陸地面積為70.98平方千米，而水域面積為1.92平方千米。根據2010年美國人口普查的數據，當地共有人口4057人，而人口密度為每平方千米55.65人。